# Francisco Griéguez Pina
Francisco Griéguez Pina (Murcia, 25 de octubre de 1918-Gardanne, 20 de junio de 2018) fue un militar español, combatiente de la Segunda Guerra Mundial.

## Biografía
Trabajador en una fábrica de juguetes de Murcia, con 17 años vive el estallido de la guerra y decide alistarse como voluntario en el bando republicano. En 1939, tras la conquista de Cataluña a manos del bando nacional, decide tomar el camino del exilio francés, siendo internado en el campo de internamiento de Saint-Cyprien. Poco después, se alista en la 27.ª Compañía de Trabajadores Españoles con destino a la defensa de la Línea Maginot; hasta que, en junio de 1940, es capturado y enviado al Stalag XII-D, un campo de prisioneros de guerra situado en Trier, Alemania, siendo trasladado al campo de concentración de Mauthausen el 3 de abril de 1941, donde permaneció hasta su liberación por tropas estadounidenses, el 5 de mayo de 1945. Al salir del campo de concentración pesaba 35 kilos.
En 1946 se trasladó a Gardanne, donde se instaló y se casó con Juana. Tras la muerte de Franco, pudo regresar a España. En 2017, tras conocer el homenaje que se le tributaría, afirmó emocionado que "Murcia es mi vida y está en mi corazón".
Días antes de su fallecimiento, el Ayuntamiento de Murcia había anunciado que en breve se inaugurará en la capital murciana un monolito en memoria de los 85 vecinos de la ciudad que sufrieron la deportación a los campos de concentración nazis.